# Přemysl Novotný
Přemysl Novotný (8. října 1931 - ???) byl český a československý politik Komunistické strany Československa a poúnorový poslanec Národního shromáždění ČSR.

## Biografie
Po volbách roku 1954 byl zvolen do Národního shromáždění ve volebním obvodu Hlinsko jako bezpartijní kandidát. Mandát nabyl až dodatečně v říjnu 1958 jako náhradník poté, co rezignoval poslanec Josef Novák. V Národním shromáždění zasedal do konce jeho funkčního období, tedy do voleb v roce 1960. Uvádí se, že pochází z rolnické rodiny, jeho otec pracoval jako předseda JZD. On sám byl zaměstnán v oddělení nákupu a prodeje v Hlinsku.